# Mouni Farro
Mouni Farro (9 settembre 1987) è un'attrice francese di origini camerunensi, spagnole e marocchine, conosciuta per il ruolo di Eva nella serie Summer Crush.

## Biografia
Dopo aver lavorato per uno spot per il sociale dedicato all'abolizione della schiavitù, interpreta il suo primo ruolo nella serie Crimes en série. Successivamente interpreta Eva Martinez nella serie Summer Crush nelle prime due stagioni (52 episodi) e Najma nel film Le Mac.